# Magnus Degerbøl
Magnus Anton Degerbøl (* 8. Juli 1895 in Sjørring, Thisted Kommune, Jütland; † 14. April 1977 in Hillerød, Hillerød Kommune, Seeland) war ein dänischer Zoologe, der sich in seinen wichtigsten Werken mit prähistorischen Säugetieren befasste. 

## Leben
Degerbøl wuchs auf dem Land auf un interessierte sich im frühen Alter für die Natur. Ab 1913 studierte er in Kolding und erlangte 1922 seinen Doktortitel im Hauptfach Zoologie. Schon als Student war Magnus Degerbol eng mit dem Zoologischen Museum in der Krystalgade verbunden, zunächst in der Fischabteilung und nach seiner Promotion war er als Assistent von Herluf Winge beschäftigt, der einen großen Einfluss auf ihn ausübte. Er half bei der Sortierung und Identifizierung von ausgegrabenen Knochen. Nach dem Tod von Winge wurde Degerbøl 1924 Kurator und übernahm die Säugetiersammlungen. 1932 nahm er an der zweiten Ostgrönland-Expedition des Scoresbysund-Komitees teil. 1933 erlangte er seinen Doctor of Science mit einer Dissertation über die Beschreibung der Raubtiere in prähistorischer Zeit im Vergleich zu den rezenten Formen.
1937 wurde Degerbøl zum Chefkurator der Abteilung für Wirbeltiere ernannt. Während seiner Zeit als Leiter begann er mit der Modernisierung der Ausstellungssammlungen und durch neue Anordnungen der Exponate. Bereits 1935 konnte ein Moschusochsen-Panorama mit Tieren eröffnet werden, die Alwin Pedersen 1933 von der Ostgrönland-Expedition mitgebracht hatte. Diesem Panorama folgte später eine Bärengruppe mit Tieren, die Bøje Peter Lorenz Alfred Benzon aus Finnland mitgebracht hatte. 1947 fügte Degerbøl eine ostafrikanische Savannengruppe hinzu, die er selbst auf einer dänischen Zentralafrika-Expedition erworben hatte.
Von 1935 bis 1967 war er Prüfer in Anatomie und Zoologie an der Universität Kopenhagen und mehr als ein Dutzend Jahre lang bei den Lehrer- und Fachlehrerexamen. Er unterrichtete viele Jahre am Østersøgades Gymnasium und von 1934 bis 1962 am Staatlichen Lehrerseminar.
1943 wurde er Leiter der Wirbeltierabteilung des Zoologischen Museums sowie Mitbegründer des Vereins zum Schutz der wissenschaftlichen Arbeit und später dessen Präsident. Im selben Jahr gründete er die Societas Arctica Scandinavica und gab lange Zeit deren Zeitschrift Acta Arctica heraus. Von 1931 bis 1944 war er Herausgeber der Zeitschrift Videnskabelige Meddelelser der Dansk Naturhistorisk Forening und von 1944 bis 1949 deren Präsident. 1952 war er an der Expedition des dänischen Forschungsschiffes Galathea nach Neuseeland und den Campbell-Inseln beteiligt. 1954 bereiste er die Anden. 1956 wurde er außerordentlicher Professor sowie Leiter des Labors für die quartäre Fauna an der Universität Kopenhagen.
Degerbøls Forschungsinteresse galt der Untersuchung der dänischen Säugetierfauna von der letzten Eiszeit bis zur Gegenwart. Er schrieb Monographien (in Zusammenarbeit mit wechselnden Pollenanalytikern) über einzelne Arten, darunter 1945 über den Wisent, das im Gegensatz zum heutigen Waldwisent ein Steppentier war, 1951 über die Europäische Sumpfschildkröte, 1959 über das Rentier und 1970 The Urus and Neolithic Domesticated Cattle, in der er aufzeigt, dass der Auerochse wahrscheinlich während der Jungsteinzeit in Dänemark von Menschen ausgerottet wurde. 1957 beschrieb er das Ostgrönlandrentier (Rangifer tarandus eogroenlandicus), das gegen 1900 ausstarb. In zwei Abhandlungen von 1927 und 1981 befasste er sich mit der Domestizierung von Hunden. Darüber hinaus bestimmte Degerbøl Knochenmaterial aus einer großen Anzahl von Siedlungen (vor allem in Langø, Bundsø, Dyrholmen und Åmosen) und er erbrachte den Nachweis, dass in Dyrholmen Kannibalismus vorkam.
Neben der dänischen Fauna beschäftigte er sich vor allem mit der grönländischen Fauna, einschließlich der Knochenfunde aus vielen Eskimosiedlungen und nördlichen Pflanzenfundstellen, die Aufschluss über die Anpassungen der Nordbewohner an die örtliche Umwelt geben, sowie mit der Säugetier- und Vogelfauna der Gegenwart und ihrer Zoogeographie, insbesondere den Wanderrouten des Moschusochsen und des Rentiers.
Neben vielen Zeitschriftenartikeln veröffentlichte Degerbøl die Bücher Danmarks Pattedyr, 1935, Mellem sorte dinkaer og hvide næsehorn, 1949 und Fra abe til menneske, 1954.
1948 wurde er Mitglied der Königlich Dänischen Akademie der Wissenschaften und 1952 Ehrenmitglied der American Society of Mammalogists.